# Groupe D des éliminatoires de la zone Afrique de la Coupe du monde de football 2026
Navigation
Groupe C Groupe E
Le groupe D de la zone Afrique des éliminatoires de la Coupe du monde de football 2026 est l'un des neuf groupes de la zone Afrique des éliminatoires de la Coupe du monde qui se déroulera en 2026 aux États-Unis, au Canada et au Mexique. Le groupe D des éliminatoires de la coupe du monde 2026 se compose du Cameroun, du Cap-Vert, de l'Angola, de la Libye, de l'Eswatini, et de Maurice
Le vainqueur du groupe se qualifie directement pour la coupe du monde, et les quatre meilleurs deuxièmes des groupes se qualifient aux barrages continental.

## Tirage au sort
Le tirage au sort des groupes a eu lieu le 13 juillet 2023, à 17h30 heure française, dans la ville d'Abidjan en Côte d'Ivoire.

## Classement
| Rang | Équipe   | Pts | J | G | N | P | Bp | Bc | Diff |  | Résultats (▼ dom., ► ext.) |     |     |     |     |     |     |
| ---- | -------- | --- | - | - | - | - | -- | -- | ---- |  | -------------------------- | --- | --- | --- | --- | --- | --- |
| 1    | Cap-Vert | 13  | 6 | 4 | 1 | 1 | 7  | 5  | +2   |  | Cap-Vert                   |     | -   | 1-0 | 0-0 | 1-0 | -   |
| 2    | Cameroun | 12  | 6 | 3 | 3 | 0 | 12 | 4  | +8   |  | Cameroun                   | 4-1 |     | 3-1 | -   | 3-0 | -   |
| 3    | Libye    | 8   | 6 | 2 | 2 | 2 | 6  | 7  | -1   |  | Libye                      | -   | 1-1 |     | 1-1 | 2-1 | -   |
| 4    | Angola   | 7   | 6 | 1 | 4 | 1 | 4  | 4  | 0    |  | Angola                     | 1-2 | 1-1 | -   |     | -   | 1-0 |
| 5    | Maurice  | 5   | 6 | 1 | 2 | 3 | 6  | 10 | -4   |  | Maurice                    | -   | -   | -   | 0-0 |     | 2-1 |
| 6    | Eswatini | 2   | 6 | 0 | 2 | 4 | 4  | 8  | -4   |  | Eswatini                   | 0-2 | -   | 0-1 | -   | 3-3 |     |

## Résultats
| 1re journée            | Cap-Vert | 0 - 0                   | Angola | Estádio Nacional de Cabo Verde, Praia |                           |
| 16 novembre 2023 20h00 |          | (0 - 0)                 |        | Arbitrage : Youcef Gamouh             | Arbitrage : Youcef Gamouh |
| 16 novembre 2023 20h00 |          | 14e Fortuna · 83e Buatu |        | Arbitrage : Youcef Gamouh             | Arbitrage : Youcef Gamouh |

| 17 novembre 2023 | Eswatini | 0 - 1        | Libye      | Stade Mbombela, Mbombela                            |                                                     |
| 14h00            |          | (0 - 0)      | Ekrawa 53e | Spectateurs : 200 Arbitrage : Omar Abdulkadir Artan | Spectateurs : 200 Arbitrage : Omar Abdulkadir Artan |
| 14h00            |          | 39e Al Khoja |            | Spectateurs : 200 Arbitrage : Omar Abdulkadir Artan | Spectateurs : 200 Arbitrage : Omar Abdulkadir Artan |

| 17 novembre 2023 | Cameroun                                 | 3 - 0   | Maurice        | Stade de Japoma, Douala                        |                                                |
| 20h00            | Mbeumo 45+2e · Nkoudou 87e · Magri 90+2e | (1 - 0) |                | Spectateurs : 25 000 Arbitrage : Ahmed Arajiga | Spectateurs : 25 000 Arbitrage : Ahmed Arajiga |
| 20h00            | Tchamadeu 36e                            |         | 28e Villeneuve | Spectateurs : 25 000 Arbitrage : Ahmed Arajiga | Spectateurs : 25 000 Arbitrage : Ahmed Arajiga |

| 2e journée             | Eswatini                                   | 0 - 2   | Cap-Vert                  | Stade Mbombela, Mbombela        |                                 |
| 21 novembre 2023 15h15 |                                            | (0 - 2) | 17e Mendes · 38e Monteiro | Arbitrage : Sabri Mohamed Fadul | Arbitrage : Sabri Mohamed Fadul |
| 21 novembre 2023 15h15 | Matsebula 51e · Ginindza 77e · Silenge 81e | Rapport | 65e Costa                 | Arbitrage : Sabri Mohamed Fadul | Arbitrage : Sabri Mohamed Fadul |

| 21 novembre 2023 | Maurice | 0 - 0   | Angola      | Stade National Sports Complex Pitch 1, Saint-Pierre |                                 |
| 17h00            |         | (0 - 0) |             | Arbitrage : Godfrey Nkhakananga                     | Arbitrage : Godfrey Nkhakananga |
| 17h00            | Bru 24e | Rapport | 17e Luvumbo | Arbitrage : Godfrey Nkhakananga                     | Arbitrage : Godfrey Nkhakananga |

| 21 novembre 2023 | Libye                    | 1 - 1   | Cameroun                             | Stade Martyrs of February, Benghazi |                           |
| 17h00            | Aleiyan 43e              | (1 - 1) | 34e (pen.) Ntcham                    | Arbitrage : Adissa Ligali           | Arbitrage : Adissa Ligali |
| 17h00            | Salama 36e · Aleiyan 44e | Rapport | 26e Anguissa · 65e Njie · 87e Ntcham | Arbitrage : Adissa Ligali           | Arbitrage : Adissa Ligali |

| 3e journée        | Libye                                               | 2 - 1   | Maurice | Martyrs of February Stadium, Benghazi |                        |
| 6 juin 2024 18h00 | Al Badri 20e (pen.) · Ekrawa 40e                    | (2 - 1) | 34e Bru | Arbitrage : Chimene B.                | Arbitrage : Chimene B. |
| 6 juin 2024 18h00 | Ali 32e · Ali Youssef 83e · Mukhtar Al Shremi 90+3e |         |         | Arbitrage : Chimene B.                | Arbitrage : Chimene B. |

| 7 juin 2024 | Angola                    | 1 - 0   | Eswatini   | Estádio 11 de Novembro, Luanda              |                                             |
| 18h00       | Mabululu 2e               | (1 - 0) |            | Spectateurs : 30 000 Arbitrage : Hambaba H. | Spectateurs : 30 000 Arbitrage : Hambaba H. |
| 18h00       | Mabululu 34e · Gaspar 38e |         | 62e Manana | Spectateurs : 30 000 Arbitrage : Hambaba H. | Spectateurs : 30 000 Arbitrage : Hambaba H. |

| 8 juin 2024 | Cameroun                                                | 4 - 1   | Cap-Vert     | Stade Ahmadou Ahidjo, Yaoundé |                        |
| 15h00       | Ngadeu 13e · Aboubakar 25e · Aboubakar 44e · Nouhou 54e | (3 - 1) | 37e Monteiro | Arbitrage : Ghorbal M.        | Arbitrage : Ghorbal M. |
| 15h00       | Nouhou 45+2e · Tchatchoua 78e · Baleba 79e              |         |              | Arbitrage : Ghorbal M.        | Arbitrage : Ghorbal M. |

| 4e journée         | Cap-Vert                    | 1 - 0   | Libye                                                | Estádio Nacional de Cabo Verde, Praia |                       |
| 11 juin 2024 18h00 | Borges 10e                  | (1 - 0) |                                                      | Arbitrage : Traore K.                 | Arbitrage : Traore K. |
| 11 juin 2024 18h00 | Livramento 78e · Varela 89e |         | 25e Mukhtar Al Shremi · 88e Aliaddawi · 89e Al Badri | Arbitrage : Traore K.                 | Arbitrage : Traore K. |

| 11 juin 2024 | Angola           | 1 - 1   | Cameroun   | Estádio 11 de Novembro, Luanda           |                                          |
| 21h00        | Ngadeu 54e (csc) | (0 - 1) | 11e Mbeumo | Spectateurs : 40 000 Arbitrage : Adel M. | Spectateurs : 40 000 Arbitrage : Adel M. |
| 21h00        | Nteka 50e        |         |            | Spectateurs : 40 000 Arbitrage : Adel M. | Spectateurs : 40 000 Arbitrage : Adel M. |

| 11 juin 2024 | Maurice                  | 2 - 1   | Eswatini                  | Cote d'Or National Sports Complex, Saint Pierre |                          |
| 15h00        | Gaspard 19e · Rose 45e   | (2 - 0) | 66e Magagula              | Arbitrage : Athoumani M.                        | Arbitrage : Athoumani M. |
| 15h00        | Langue 65e · Ferre 90+3e |         | 50e Mkhonta · 85e Dlamini | Arbitrage : Athoumani M.                        | Arbitrage : Athoumani M. |

| 5e journée         | Eswatini | 0 - 0   | Cameroun   | Mbombela Stadium, Mbombela  |                             |
| 19 mars 2025 17h00 |          | (0 - 0) |            | Arbitrage : Lucky Kasalirwe | Arbitrage : Lucky Kasalirwe |
| 19 mars 2025 17h00 |          | Rapport | 43e Boyomo | Arbitrage : Lucky Kasalirwe | Arbitrage : Lucky Kasalirwe |

| 20 mars 2025 | Cap-Vert   | 1 - 0   | Maurice | Estádio Nacional de Cabo Verde, Praia |                            |
| 17h00        | Semedo 86e | (0 - 0) |         | Arbitrage : Yannick Malala            | Arbitrage : Yannick Malala |
| 17h00        | Rapport    |         |         | Arbitrage : Yannick Malala            | Arbitrage : Yannick Malala |

| 20 mars 2025 | Libye      | 1 - 1   | Angola      | Benina Martyrs Stadium, Benghazi |                          |
| 20h00        | Ellafi 76e | (0 - 0) | 90+4e Fredy | Arbitrage : Lamin Jammeh         | Arbitrage : Lamin Jammeh |
| 20h00        | Rapport    |         |             | Arbitrage : Lamin Jammeh         | Arbitrage : Lamin Jammeh |

| 6e journée         | Eswatini                     | 3 - 3   | Maurice                                 | Stade Mbombela, Mbombela     |                              |
| 23 mars 2025 14h00 | Mkhonto 14e 19e · Mabuza 76e | (2 - 0) | 48e Rose · 51e Aristide · 90+2e Vincent | Arbitrage : Younoussa Camara | Arbitrage : Younoussa Camara |
| 23 mars 2025 14h00 | Rapport                      |         |                                         | Arbitrage : Younoussa Camara | Arbitrage : Younoussa Camara |

| 25 mars 2025 | Angola   | 1 - 2   | Cap-Vert             | Stade national du 11-Novembre, Luanda |                              |
| 17h00        | Dala 50e | (0 - 1) | 45+2e 63e Livramento | Arbitrage : Mustapha Ghorbal          | Arbitrage : Mustapha Ghorbal |
| 17h00        | Rapport  |         |                      | Arbitrage : Mustapha Ghorbal          | Arbitrage : Mustapha Ghorbal |

| 25 mars 2025 | Cameroun                              | 3 - 1   | Libye           | Stade Ahmadou-Ahidjo, Yaoundé |                          |
| 20h00        | Aboubakar 27e (pen.) 61e · Mbeumo 53e | (1 - 0) | 90+1e El Maremi | Arbitrage : Abongile Tom      | Arbitrage : Abongile Tom |
| 20h00        | Rapport                               |         |                 | Arbitrage : Abongile Tom      | Arbitrage : Abongile Tom |

| 7e journée                            | Angola | - | Libye | stade à déterminer |             |
| 1er septembre 2025 heure à déterminer |        |   |       | Arbitrage :        | Arbitrage : |

| 1er septembre 2025 | Maurice | - | Cap-Vert | stade à déterminer |             |
| heure à déterminer |         |   |          | Arbitrage :        | Arbitrage : |

| 1er septembre 2025 | Cameroun | - | Eswatini | stade à déterminer |             |
| heure à déterminer |          |   |          | Arbitrage :        | Arbitrage : |

| 8e journée                          | Cap-Vert | - | Cameroun | stade à déterminer |             |
| 8 septembre 2025 heure à déterminer |          |   |          | Arbitrage :        | Arbitrage : |

| 8 septembre 2025   | Angola | - | Maurice | stade à déterminer |             |
| heure à déterminer |        |   |         | Arbitrage :        | Arbitrage : |

| 8 septembre 2025   | Libye | - | Eswatini | stade à déterminer |             |
| heure à déterminer |       |   |          | Arbitrage :        | Arbitrage : |

| 9e journée                        | Maurice | - | Cameroun | stade à déterminer |             |
| 6 octobre 2025 heure à déterminer |         |   |          | Arbitrage :        | Arbitrage : |

| 6 octobre 2025     | Libye | - | Cap-Vert | stade à déterminer |             |
| heure à déterminer |       |   |          | Arbitrage :        | Arbitrage : |

| 6 octobre 2025     | Eswatini | - | Angola | stade à déterminer |             |
| heure à déterminer |          |   |        | Arbitrage :        | Arbitrage : |

| 10e journée                        | Cap-Vert | - | Eswatini | stade à déterminer |             |
| 13 octobre 2025 heure à déterminer |          |   |          | Arbitrage :        | Arbitrage : |

| 13 octobre 2025    | Maurice | - | Libye | stade à déterminer |             |
| heure à déterminer |         |   |       | Arbitrage :        | Arbitrage : |

| 13 octobre 2025    | Cameroun | - | Angola | stade à déterminer |             |
| heure à déterminer |          |   |        | Arbitrage :        | Arbitrage : |

## Statistiques

### Discipline
| Joueurs | Cartons | Suspensions |
| ------- | ------- | ----------- |
|         |         |             |